# Landgericht (Großherzogtum Hessen)
Landgerichte waren im Großherzogtum Hessen von 1821 bis 1879 Gerichte erster Instanz. Das entsprechende Gericht in der Residenzstadt Darmstadt und das in der Provinzhauptstadt Gießen trugen – bei gleicher sachlicher und instantieller Zuständigkeit – die Bezeichnung „Stadtgericht“.

## Geschichte

### Voraussetzungen
Das Großherzogtum Hessen war bis 1821 rechtsrheinisch überwiegend in die aus den Vorgängerterritorien übernommenen Ämter gegliedert. Die Ämter waren eine Ebene zwischen den Gemeinden und der Landesherrschaft. Die Funktionen von Verwaltung und Rechtsprechung waren hier nicht getrennt. Das war im beginnenden 19. Jahrhundert nicht mehr zeitgemäß. Das Land bestand rechtsrheinisch zudem zu nicht unerheblichen Teilen aus Gebieten, in denen die Rechtsprechung der ersten Instanz zu den Rechten und Pflichten des örtlichen Adels gehörte (Patrimonialgerichte), in die der Staat nicht ohne weiteres eingreifen konnte.
In der linksrheinischen Provinz Rheinhessen dagegen waren all diese Strukturen schon durch die Vereinigung mit Frankreich 1798 beseitigt worden. Hier gab es ein modernes Rechtssystem nach französischem Vorbild.

### Gründung
1821 wurden in einem ersten Schritt in den rechtsrheinischen Provinzen Starkenburg und Oberhessen Rechtsprechung und Verwaltung getrennt. Für die zuvor von den Ämtern wahrgenommenen Aufgaben der Verwaltung wurden Landratsbezirke, für die von ihnen bis dahin wahrgenommenen Aufgaben erstinstanzlicher Rechtsprechung Landgerichte eingerichtet. Dies geschah noch nicht flächendeckend, da diese Umorganisation wegen der querliegenden Rechte der Inhaber von Patrimonialgerichtsherrschaft in den entsprechenden Gebieten länger dauerte. Ein Kompromiss war hier, staatlich-„private“ Landgerichte einzurichten, die dann zum Teil recht umständliche Bezeichnungen trugen, wie etwa das 1822 eingerichtete Großherzoglich Hessische Fürstlich und Gräflich Isenburgisches Landgericht Büdingen.
In Darmstadt und Gießen gab es je ein Landgericht, dass unter der Bezeichnung „Stadtgericht“ agierte.
In Rheinhessen dagegen blieben die Friedensgerichte aufgrund der völlig anderen, am französischen Recht ausgerichteten Gerichtsverfassung weiter bestehen.

### Weitere Entwicklung
Mit der Märzrevolution 1848 fielen die Rechte und Verpflichtungen der adeligen Inhaber der Patrimonialgerichte weg, wurden auch in der anschließenden Reaktionsära nicht wieder hergestellt.
1853/54 kam es in größerem Umfang zu einer partiellen Änderung des Zuschnitts der Gerichtsbezirke. Dabei wurde
1. aufgelistet, welche Gemeinde welchem Gerichtsbezirk zugeordnet war,[4] was nachfolgend aber noch einmal leicht korrigiert wurde.[5]
2. die Landgerichte Großkarben und Rödelheim wurden aufgehoben.[6]
3. neu errichtet wurden Landgerichte in Darmstadt,[Anm. 1] Waldmichelbach, Vilbel und Altenstadt.[7]
4. das Landgericht Altenschlirf wurde nach Herbstein verlegt.[8]

Die Änderungen unter 2) und 3) traten zum 15. Oktober 1853 in Kraft.

### Ende
Als 1879 das Gerichtsverfassungsgesetz des Deutschen Reiches in Kraft trat, wurden die bisherigen Landgerichte des Großherzogtums Hessen aufgelöst und durch Amtsgerichte ersetzt. Da dabei die Gerichtsbezirke nicht geändert wurden, war das faktisch eine Umbenennung.

## Zuständigkeit
Die sachliche Zuständigkeit der Landgerichte erstreckte sich auf Verfahren der ersten Instanz, soweit die nicht einer höheren Instanz zugewiesen waren.
Die örtliche Zuständigkeit erstreckte sich auf je einen Gerichtsbezirk, der in dem die Errichtung des jeweiligen Landgerichts zugrunde liegenden Rechtsakt festgelegt und in einigen Fällen im Laufe der Zeit auch geändert wurde.

## Zusammenstellung der Landgerichte
siehe Liste der Gerichte im Großherzogtum Hessen#Erstinstanzliche Gerichte.